# Огулин
Огули́н (хорв. Ogulin) — город в Хорватии, в центральной части страны. Второй по величине город в Карловацкой жупании. Население — 8 712 человек (2001).

## Общие сведения
Огулин находится на стыке нескольких исторических хорватских регионов. К северу и северо-западу от него лежит Горски Котар, к югу и юго-западу — северная Адриатика, к юго-востоку — район Плитвичских озёр. От Карловаца и Делнице город отделяют 50 километров, от Сеня — 77, от столицы — Загреба — 106 километров.
Город расположен у подножия горы Клек на высоте 323 метра над уровнем моря. Рядом с городом находится узкий и глубокий каньон реки Добра.
Как и в соседних землях, в окрестностях Огулина всегда проживало смешанное хорватско-сербское население. Несмотря на значительный отток сербского населения во время и после войны 1991 г., согласно переписи 2001 г. в городе и окрестностях хорваты составляли 76 %, а сербы — 21 % населения.

## История
Огулин впервые упомянут в 1500 году. Его основание связано с именем одного из самых известных членов знаменитого рода Франкопанов — князем Бернардом Франкопаном. После разорения турками окрестностей в 1493 г. Бернард основал новый форт для защиты от них — Огулин. Полагают, что название города происходит от латинского «ob gula» (над обрывом), где имеется в виду глубокое и крутое ущелье Добры. В 1573 г. Огулин вошёл в состав королевских земель и стал крепостью в составе Военной границы.
В 1873 г. через город прошла железная дорога Загреб — Риека, что вызвало большой экономический подъём и развитие города.
В 1920 г. город вошёл в состав Королевства Сербов, Хорватов и Словенцев, впоследствии Югославии. С 1991 г. — в составе независимой Хорватии. В ходе войны в Хорватии в 1991—1992 годах Огулин подвергался атакам армии самопровозглашённой «сербской Краины», однако нападение было отражено.

## Достопримечательности
- Франкопанский замок — построен в 1500 году. Мощный, прекрасно сохранившийся форт.
- Церковь Святого Креста — построена в 1781 г.
- Православная церковь св. Георгия  — построена в 1867 г.

## Знаменитые люди
В Огулине родилась знаменитая хорватская писательница Ивана Брлич-Мажуранич, а также публицист и социальный активист Доминик Бертович.